# 唐·培根
唐納德·J·培根（英語：Donald J. Bacon，1963年8月16日—），現任美国國會議員、美國空軍退役准將、內布拉斯加州共和黨籍政治人物。2016年，他當選為內布拉斯加州第二國會選區的聯邦眾議員。他已經結婚並有四個孩子。